# Arthur Walsh
Arthur Walsh (Newark, 1896. február 26. – New York, 1947. december 13.) az Amerikai Egyesült Államok szenátora (New Jersey, 1943–1944).